# Feldkirchen in Kärnten
Feldkirchen in Kärnten é um município da Áustria localizado no distrito de Feldkirchen, no estado de Caríntia.